# Birgitta Heiskel

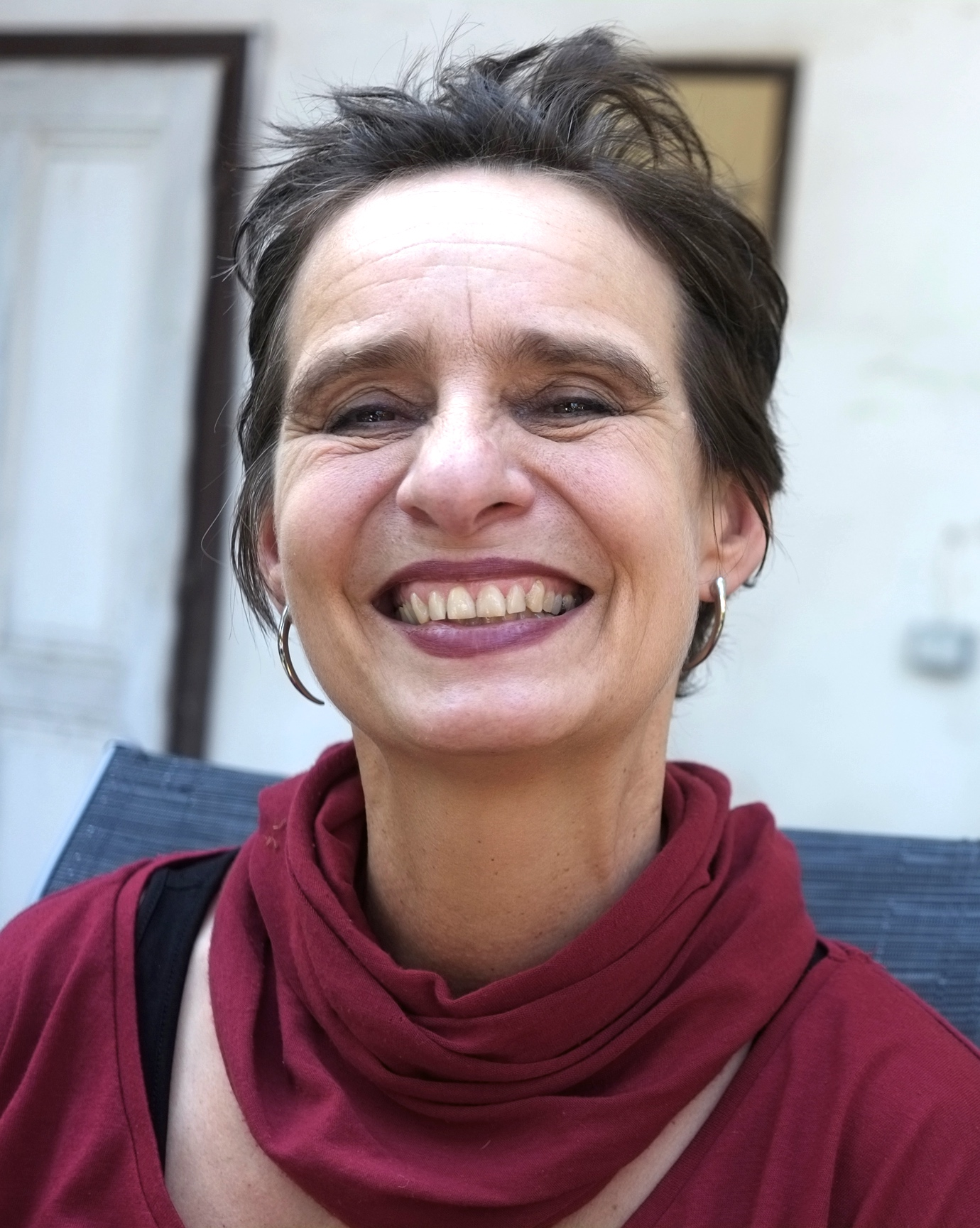
Birgitta Heiskel (2017)

Birgitta Heiskel (* 1962 in Frankfurt/Main) ist eine deutsche Illustratorin und Grafikerin.

## Leben
Birgitta Heiskel studierte an der Hochschule für Bildende Künste Braunschweig. Seit 1990 lebt und arbeitet sie in Wien als freischaffende Illustratorin für Bücher und Zeitschriften. Sie illustriert  für die Samstagsbeilage des Kurier, den Freizeit Kurier, unter anderem  Kurzgeschichten von Michael Köhlmeier, Kolumnen von Gabriele Kuhn und Rezepte für Kinder von Heidi Strobl.

## Preise und Auszeichnungen
- Österreichischer Kinder- und Jugendbuchpreis 2003 für Rosie in New York (mit Monika Helfer)[1]
- Illustrationspreis zum Kinder- und Jugendbuchpreis der Stadt Wien 2002 für Rosie in New York
- Anerkennungspreis im Rahmen des Kinder- und Jugendbuchpreis der Stadt Wien 2004 für Rosie in Wien (mit Monika Helfer)
- Katholischer Kinder- und Jugendbuchpreis 2016 Empfehlungsliste für „Der rote Mantel“ (mit Heinz Janisch)
- Buch des Monats im November 2015 für „Der rote Mantel“ (mit Heinz Janisch)
- Prix Prato Traudi 2017, erster Preis für Lilli kocht (mit Heidi Strobl)[2]
- Bilderbuch des Monats Dezember 2017 für Drei Könige (mit Heinz Janisch)
- Katholischer Kinder- und Jugendbuchpreis 2018, Empfehlungsliste für Franz von Assisi (mit Hubert Gaisbauer)
- Buch des Monats des Deutschen Borromäusvereins im Jänner 2018 für Franz von Assisi (mit Hubert Gaisbauer)

## Buchveröffentlichungen (Auswahl)
- mit Heidi Strobl: Lilli bäckt, Tyrolia Verlag 2022, ISBN 978-3-7022-4081-3
- mit Andrea Karimé: Antennenkind. Picus Verlag, Wien 2021, ISBN 978-3-7117-4022-9
- mit Cornelia Travnicek: Zwei dabei. Picus Verlag, Wien 2019, ISBN 978-3-7117-4013-7

- mit Evelyne Stein-Fischer und Inge-Bratusch-Marrein: Maya und Robobo. Picus Verlag, Wien 2019,  ISBN 978-3-7117-4007-6
- mit Lene Mayer-Skumanz: Ein Löffel Honig. Tyrolia Verlag 2019, ISBN 978-3-7022-3726-4
- mit Heinz Janisch: Drei Könige. Tyrolia Verlag 2017, ISBN 978-3-7022-3641-0
- mit Hubert Gaisbauer: Franz Von Assisi. Tyrolia Verlag 2017, ISBN 978-3-7022-3643-4
- mit Heidi Strobl: Lilli kocht, Tyrolia Verlag 2016, ISBN 978-3-7022-3564-2
- mit Heinz Janisch: Der rote Mantel, die Geschichte vom heiligen Martin. Tyrolia Verlag 2016, ISBN 978-3-7022-3489-8·
- mit Lucy Scharenberg: Der kleine Maya. Ueberreuter Verlag 2010, ISBN 978-3-8000-5564-7
- mit Brigitte Jünger: Ferien am Ende der Welt. Jungbrunnen Verlag 2008, ISBN 978-3-7026-5791-8+
- mit Monika Helfer: Rosie in Wien. NP Verlag 2004, ISBN 3-85326-283-X
- mit Monika Helfer: Rosie in New York. NP Verlag 2002, ISBN 3-85326-250-3
- mit Thomas Brezina: Ein Dackel namens Apolonius. NP Verlag 2002, ISBN 3-85326-262-7
- mit Michael Horowitz: Lesezeichen. Verlag Kremayr & Scheriau 2001
- mit Jutta Treiber: Der Lachschrittmacher. Dachs Verlag 2001, ISBN 3-85191-220-9
- mit Raimund Görtler und Franz Sales Sklenitzka: Wo steckt Kuno?. NP Verlag 2001, ISBN 3-85326-245-7
- mit Walter Thorwartl: Gefährliche Freundschaften. Österreichischer Buchklub d. Jugend 2001, ISBN 3-902201-01-0
- mit Hans Domenego: Die Zeiger standen auf halb vier. Dachs Verlag 2000, ISBN 3-85191-208-X
- mit Heinz Rudolf Unger: Das Lied der Wasserflöhe. Dachs Verlag 2000, ISBN 3-85191-207-1
- mit Friedl Hofbauer: Der Engel hinter dem Immergrün. Dachs Verlag 2000, ISBN 3-85191-188-1
- mit Gerda Anger-Schmidt: Sattelt die Hühner, wir reiten nach Texas. Österreichischer Buchklub d. Jugend 2000, ISBN 3-9501050-7-7
- mit Christiane Holler: Die Gespensterkoppel. Dachs Verlag 1999, ISBN 3-85191-172-5
- mit Sylvia Treudl: Katze, Kobold, Kommissarin. Österreichischer Buchklub d. Jugend 1999, ISBN 3-9501050-5-0
- mit Lene Mayer-Skumanz: Hände weg vom Abendschatten. Dachs Verlag 1999, ISBN 3-85191-174-1
- mit Ghazi Abdel-Qadir: Hälftchen und das Gespenst. Dachs Verlag 1997, ISBN 3-85191-095-8
- mit Ivan Ivanji: Der gutherzige Hai. Picus Verlag 1991, ISBN 3-85452-037-9